# Harry Josephine Giles
Harry Josephine Giles (née en 1986) est une écrivaine, poétesse et performeuse britannique. Originaire des Orcades, elle s'exprime tant en scots qu'en anglais à travers ses poèmes. En 2022, elle remporte le Prix Arthur-C.-Clarke pour son roman Deep Wheel Orcadia.

## Parcours

### Formation
Harry Josephine Giles est titulaire d'un doctorat en création littéraire de l'Université de Stirling.

### Écriture et performance
C'est aux alentours de vingt ans qu'Harry Josephine Giles se tourne vers la poésie et la performance, en commençant d'abord par écrire du rap, puis en se contraignant à écrire des poèmes de styles différents chaque semaine, afin de cerner ce qu'elle aime.
Harry Josephine Giles publie ses deux premiers recueils de poèmes, Visa Wedding (2012) et Oam: Poems fae Govanhill Baths (2013), chez Stewed Rhurbarb Press,. Oam est le résultat d'une résidence artistique aux Govanhill Baths, un centre de bien-être communautaire.
Depuis au moins 2015, Harry Josephine Giles se produit sur scène dans le cadre de Drone, une performance à laquelle contribuent également Neil Simpson (son) et Jamie Wardrop (vidéo) et dont le texte parait en mai de cette année-là, dans un ouvrage collectif, aux éditions Vagabond Voices.
En 2019, Harry Josephine Styles est nommée aux Scots Language Awards, dans la catégorie Performeur de l'année.
La même année, dans le cadre de l'exposition Seized by the Left Hand, organisée par Eoin Dara et Kim McAleese au Dundee Contemporary Arts, elle rédige et autopublie Wages for Transition,. Publié sous la licence CC BY-NC-SA 4.0, le texte parait en 2020 dans sa version espagnole dans le recueil Las degeneradas trans acaban con la familia, aux éditions Kaótica Libros. Il parait ensuite une première fois en français sur Transgrrrls, un blog destiné aux personnes transféminines, en février 2022. Un an plus tard, les éditions Burn-Août annoncent publier cette version, augmentée d'une interview de son autrice, en avril 2023.
Après avoir publié deux nouveaux recueils de poèmes en 2015 et 2018, Harry Josephine Giles fait paraitre en octobre 2021 Deep Wheel Orcadia, un roman de science-fiction en vers, chez Picador. Sélectionné pour le Highland Book Prize cette année-là, Harry Josephine Giles décide cependant de retirer ce dernier de la compétition après que le Scottish BIPOC Writers Network, constatant l'absence d'œuvres rédigées par des personnes non blanches, a appelé la scène littéraire écossaise à leur faire une place en son sein. Deep Wheel Orcadia reçoit le Prix Arthur-C.-Clarke en 2022.
Harry Josephine Giles devrait faire paraitre Them!, un recueil de poèmes au sujet de la vie des personnes trans au Royaume-Uni, en 2024, toujours chez Picador. 
Avec Darcy Leigh, Harry Josephine Giles a monté Easter Road Press, une maison d'édition indépendante via laquelle ils publient désormais leurs zines.

### Jeu vidéo
En 2014, Harry Josephine Giles crée Raik, un jeu vidéo qui parle d'anxiété, dans un univers empruntant beaucoup à la mythologie celtique. Celui-ci a pour particularité d'être entièrement écrit en scots, bien qu'une traduction en anglais soit aussi disponible. Présenté dans le cadre de l'IFComp 2014, un concours destiné aux jeux vidéos textuels, Raik arrive 15e sur 42 jeux en compétition. Fin 2015, Harry Josephine Giles sort une version longue du jeu sur itch.io,.
Harry Josephine Giles est par ailleurs la créatrice du jeu Ghost Highland Way, et l’une des autrices du jeu Saltsea Chronicles de Die Gute Fabrik.

### Musique
Harry Josephine Giles est la chanteuse du supergroupe de punk hardcore écossais Fit to Work, composé également de Daniel Firth, le bassiste de Cradle of Filth ; de Iain Stewart, le batteur de The Phantom Band et de Cutty's Gym, ainsi que de Duncan Harcus. Le groupe a sorti deux EP : CD-ROM #7: Dealing with Anger in the Workplace (2017) et Voluntary Severance (2018).

## Vie privée
Harry Josephine Giles est la compagne de Darcy Leigh, juriste à l'Université du Sussex. Devant les délais d'attente pour obtenir un premier rendez-vous médical dans le cadre d'une transition, ils décident en 2022 de monter une cagnotte afin de financer leurs frais de transition.

## Œuvre littéraire

### Essai
- Wages for Transition, Édimbourg, Easter Road Press, 2019 ; (trad. en espagnol) in Hybris, Ira. Las degeneradas trans acaban con la familia, Kaótica Libros, 2020,  (ISBN 978-84-124055-8-3) ; Du salaire pour nos transitions (trad. en français par Qamille), Burn-Août/Transgrrrls, 2023,  (ISBN 978-2-49-353-409-5)

### Poésie
- Visa Wedding, Édimbourg, Stewed Rhubarb Press, 2012
- Oam: Poems fae Govanhill Baths, Édimbourg, Stewed Rhubarb Press, 2013
- Tonguit, Glasgow, Freight, 2015
- The Games, Out-Spoken, 2018
- Them!, Picador, 2024

#### Enregistrements
- Tonguit (2017)
- Guddle. Poetry Recordings 2013-2019 (2020)
- The Reasonable People (2020)

#### Participations
- Drone, in Waters, Colin (ed.). Our Real Red Selves, Glasgow, Vagabond Voices, 2015

### Roman
- Deep Wheel Orcadia, Picador, 2021, 176 pages,  (ISBN 978-1-52-906-660-9)

### Zines
- Moon, Sun and All Things, Easter Road Press
- 14 Ways to Reread a Favourite Novel
- Stim, Easter Road Press
- Nails, Easter Road Press
- Some Definitions, Easter Road Press
- Scenes, Easter Road Press
- Lines, Easter Road Press
- Westray, Easter Road Press
- 14 Ways to Watch a Film, Easter Road Press